# Girls Against Boys
Girls Against Boys is een Amerikaanse posthardcore band, geformeerd in Washington D.C. in 1988 en momenteel gevestigd in New York.

## Bezetting
Leden
- Eli Janney[4]
- Scott McCloud[5]
- Johnny Temple[6]
- Alexis Fleisig[7]

Voormalige leden
- Brendan Canty[8]

## Geschiedenis
De band begon als een bijproject van bassist Eli Janney en Fugazi-drummer Brendan Canty, die het project verliet in 1990 vanwege zijn verbintenissen met Fugazi. Janney rekruteerde drie voormalige leden van de hardcore punkband Soulside om de bezetting te completeren: zanger/gitarist Scott McCloud, bassist Johnny Temple en drummer Alexis Fleisig. Girls Against Boys gebruikt dubbele basgitaren, een zeldzaamheid in rockmuziek. Echter, Janney verdubbelde af en toe op toetsenborden. Hun tweede album Venus Luxure No. 1 Baby was een zware, maar genuanceerde intrede in de post-hardcore van de vroege jaren 1990. Het werd later in zijn geheel live uitgevoerd als onderdeel van de door All Tomorrow's Parties samengestelde Don't Look Back-serie en tijdens het 25-jarig jubileumconcert voor Touch and Go Records in Chicago in september 2006. Ze zorgden voor muziek voor de soundtrack van de film Series 7: The Contenders (2001). Ze hebben ook bijgedragen aan soundtracks van de films Clerks, Hedwig and the Angry Inch, Permanent Midnight, White Oleander, SubUrbia, Terror Firmer, Mallrats, de Psycho remake en Songs of the Witchblade. Ze coverden het nummer Boogie Wonderland voor de film 200 Cigarettes uit 1999. De band verschijnt ook in de film.
De band heeft veel getoerd door Europa, Japan, Australië en de Verenigde Staten en Canada. Ze hebben opgetreden op tal van festivals, waaronder Lollapalooza in 1993, 1995 en 1996, All Tomorrow's Parties, Reading Festival in 1994, Phoenix Festival, Dour Festival, Primavera Festival, Fuji Rock Festival in  1997, Pukkelpop, Lowlands Festival en Les Transmusicales. Ze zijn verschenen bij Late Night with Conan O'Brien, The Jon Stewart Show, Canal + en MTV. Toering omvatte beperkingen met bands als Jawbox, The Jon Spencer Blues Explosion, Helmet, The Jesus Lizard, Garbage, Rage Against the Machine, Interpol, Fugazi, Brainiac, Pitchshifter, Atari Teenage Riot, Foo Fighters, Luscious Jackson, Tar, No Means No, Les Savy Fav, Magic Dirt, Big Chief, Edsel en anderen. Bands die hen steunden voordat ze mainstream succes hadden, waren de Yeah Yeah Yeahs, dEUS en Placebo. In mei 2013 hervat Girls Against Boys het toeren ter ondersteuning van een nieuwe ep. De eerste show van hun reünietournee werd uitgevoerd tijdens het Donaufestival in het Oostenrijkse Krems, met David Yow van The Jesus Lizard, die voor extra zang zorgde. In november 2013 speelde de band de laatste vakantiekampeditie van het wereldberoemde festival All Tomorrow's Parties in Camber Sands, Verenigd Koninkrijk.

### Nevenprojecten / lopende projecten
Scott McCloud en Johnny Temple speelden ook samen in het zijproject New Wet Kojak, waarbij ze twee platen uitbrachten bij Touch and Go Records uit Chicago, gevolgd door nog drie bij Beggars Banquet Records: Do Things (2000), No. 4 EP (2001) en This Is the Glamorous (2003). De band bestond uit Geoff Turner (ex-Gray Matter), Nick Pellicciotto (Edsel) en Charles Bennington. Alexis Fleisig trad op met Moby voor zijn album Animal Rights. Scott McCloud, Johnny Temple en Alexis Fleisig toerden in 2002 met Gina Gershon ter ondersteuning van haar film Prey for Rock and Roll, een film die zich richt op de strijd van een volledig vrouwelijke band, grofweg gebaseerd op het leven van Cheri Lovedog. De tournee bestond uit Gershon en drie leden van Girls Against Boys met songs, geschreven door Stephen Trask en Linda Perry. De tournee resulteerde in de realityserie/documentaire Rocked with Gina Gershon.
Scott McCloud speelt momenteel in Paramount Styles met Alexis Fleisig, die de twee platen Failure American Style (2008) en Heaven's Alright (2010) heeft uitgebracht bij Dutch Label Cycle/Konkurrent Records en Distant Karma (2017) bij Silver Rocket. De band heeft veel getoerd in Europa en minder uitgebreid in de Verenigde Staten en Canada. De band bestaat uit draaiende gasten waaronder Richard Fortus (Guns N 'Roses, The Psychedelic Furs), producent/bassist Geoff Sanoff (Edsel), Julia Kent, Michael Hampton (The Faith, SOA, One Last Wish, Manifesto), John Schmersal (Brainiac, Enon, Caribou), Simon Lenski (DAAU), Chris Smets en Libor Palucha. Nadat Girls Against Boys in 2003 inactief werd, werd Eli Janney fulltime producent voor vele muzikale acts, waaronder Obits en James Blunt. Johnny Temple richtte de onafhankelijke uitgeverij Akashic Books op, bekend van vele boeken, waaronder Go the Fuck to Sleep, Hairstyles of the Damned en een uitgebreide Noir-serie.

## Discografie

### Studioalbums
- 1992: Tropic of Scorpio (Adult Swim)
- 1993: Venus Luxure No. 1 Baby (Touch and Go Records)
- 1994: Cruise Yourself (Touch and Go Records)
- 1996: House of GVSB (Touch and Go Records)
- 1998: Freak*on*ica (Geffen Records)
- 2002: You Can't Fight What You Can't See (Jade Tree Records)

### Ep's
- 1990: Nineties vs. Eighties (Adult Swim)
- 1994: Sexy Sam (Touch and Go Records)
- 1994: B.P.C./Satin Down (Your Choice Records)
- 1996: Super-fire (Touch and Go Records)
- 1996: Disco Six Six Six (Touch and Go Records)
- 2013: The Ghost List (Epitonic)

### Split releases
- 1994: Cheap Sweaty Fun & TJ's Xmas — Split 7" met Man or Astro-man?
- 1995: 8 Rounds (Radiopaque Recordings) — Split cd ep met Guided by Voices; benefiet voor de Washington Free Clinic

### Music videos
- 1994: (I) Don't Got a Place
- 1994: Kill the Sexplayer
- 1995: She's Lost Control
- 1996: Super-Fire
- 1998: Park Avenue
- 2002: Basstation

### Optredens
Compilatiealbums
- 1993: Chairman of the Board: Interpretations of Songs Made Famous by Frank Sinatra (Grass Records)
- 1994: The Day We Killed Grunge (Caroline Records)
- 1994: Elements of Mammoth (Mammoth Records)
- 1994: Jabberjaw: Good to the Last Drop (Mammoth Records)
- 1994: Guinea Worm (S&M/TJ's Newport)
- 1995: The Day We Exhumed Disco (Caroline Records)
- 1995: Life is Too Short for Boring Music (EFA)
- 1995: PIAS s'Enrage (Rage, PIAS)
- 1995: A Means to An End (Virgin Records)
- 1996: Introducing Vol. 4 (Indigo)
- 1996: Kerrang! Welcome to Planet Rock (Roadrunner Records)
- 1996: Studio Brussels '96 (Double T Music)
- 1997: Fuji Rock Festival '97 (TGCS)
- 1997: Everything Is Beautiful (Geffen Records)
- 1998: Vox Spring Collection (Vox)

Soundtracks
- 1994: Clerks (Kevin Smith)
- 1995: Mallrats (Kevin Smith)
- 1996: SubUrbia (Richard Linklater)
- 1997: Love God (Frank Grow)
- 1998: Permanent Midnight (David Veloz)
- 1998: Psycho (Gus Van Sant)
- 1999: 200 Cigarettes (Risa Bramon Garcia)
- 2000: Blast (Martin Schenk)
- 2001: Hedwig and the Angry Inch (John Cameron Mitchell)
- 2002: White Oleander (Peter Kosminsky)
- 2001: Series 7: the Contenders (Daniel Minahan)
- 2004: Rocked with Gina Gershon (Seth Jarrett)